# John Hedéen
John Hedéen, känd som Den glade dalmasen född 1908, död 1973 var en svensk sångare och revyartist.
Hedéen sjöng in sina första skivor vid mitten av 1930-talet, totalt blev det omkring 40 skivinspelningar.